# Mbandaka
Mbandaka è una città della Repubblica Democratica del Congo e capoluogo della Provincia dell'Equatore. La città sorge sulle rive del fiume Congo che influisce molto sull'economia del paese. La città è latitudinalmente pochissimi chilometri a Nord della linea immaginaria equatoriale e anche questo influisce sull'economia e sugli stili di vita degli abitanti; infatti, Henry Morton Stanley quando nel 1883 fondò questa città, gli diede il nome Equatore, proprio per l'estrema prossimità alla linea equatoriale. La popolazione si aggira attorno a 730.000 abitanti e ne fa una città di dimensioni rilevanti per il territorio circostante.